# Заключение под стражу (Россия)
Заключе́ние под стра́жу как мера пресечения — в российском уголовно-процессуальном законодательстве — мера процессуального пресечения по уголовному делу в отношении подозреваемого или обвиняемого, заключающаяся в его временной изоляции до рассмотрения материалов уголовного дела в суде и вынесения приговора.
Заключение под стражу как мера пресечения избирается судом по ходатайству следователя (с согласия руководителя следственного органа), дознавателя (с согласия прокурора).
Лицо, в отношении которого избрана мера пресечения в виде содержания под стражей, имеет статус подследственного и содержится в следственном изоляторе (СИЗО).

## Арест
Заключение под стражу часто именуется арестом, что не соответствует действующему российскому законодательству, в котором арест является одним из видов уголовного наказания, а не мерой пресечения. То есть арестованный уже осуждён, а заключённый под стражу только ожидает решения суда по своему делу.
Тем не менее, в не юридической среде термин арест используется для обозначения данной меры пресечения гораздо чаще, чем заключение под стражу.

## Основания избрания меры пресечения в виде заключения под стражу
- лицо может скрыться от органов предварительного расследования и/или суда;
- лицо может препятствовать производству по уголовному делу в виде давления на свидетелей и потерпевших, уничтожения или фальсификации доказательств, иных действий;
- лицо может продолжить заниматься преступной деятельностью;
- для обеспечения исполнения приговора с момента провозглашения приговора до его вступления в законную силу.

## Цель избрания меры пресечения в виде заключения под стражу
Основными целями заключения под стражу являются изоляция лица, представляющего общественную опасность, подозреваемого, или обвиняемого в совершении преступления (как правило тяжкого), воспрепятствование таким его действиям, которые могут помешать следствию, а также лишение его возможности скрыться до рассмотрения материалов уголовного дела в суде. Судебная практика предусматривает заключение под стражу исключительно по тем уголовным делам, по которым Закон предусматривает наказание в виде лишения свободы.

## Сроки заключения под стражу
Первоначально избирается как мера пресечения при расследовании преступлений и не может превышать 2 месяца.
Срок содержания под стражей свыше 2 месяцев может быть продлён лишь в исключительных случаях в отношении лиц, обвиняемых в совершении особо тяжких преступлений, судьёй суда (военного суда) соответствующего уровня по ходатайству следователя, внесённому с согласия в соответствии с подследственностью Председателя Следственного комитета Российской Федерации либо руководителя следственного органа соответствующего федерального органа исполнительной власти до 18 месяцев.
Дальнейшее продление срока не допускается. Обвиняемый, содержащийся под стражей, подлежит немедленному освобождению. Однако УПК РФ предусматривает, что по истечении предельного срока содержания под стражей в случаях, исчисляемого в 18 месяцев, и при необходимости производства предварительного расследования суд вправе продлить срок содержания лица под стражей, но не более чем на 6 месяцев.
В феврале 2019 года Владимир Путин поручил в рамках перечня поручений президента по итогам послания Федеральному Собранию, Верховному суду совместно с Генпрокуратурой подготовить поправки в Уголовный кодекс, предусматривающие сокращение оснований для продления ареста фигурантам дел о преступлениях в сфере предпринимательской деятельности. Поправки к проекту федерального закона «О внесении изменений в статьи 108 и 109 УПК РФ» должны быть подготовлены по итогам анализа. Срок исполнения поручения — 1 июля 2019 года.

## Зачёт срока заключения под стражу в срок наказания
Если суд определяет подсудимому, содержавшемуся под стражей, наказание, связанное с лишением свободы, то срок содержания под стражей включается в срок лишения свободы и учитывается как один день содержания под стражей за один, полтора, два или три дня. Для отбывания наказания в тюрьме либо исправительной колонии строгого или особого режима день содержания под стражей зачитывается за один день, для отбывания наказания в воспитательной колонии либо исправительной колонии общего режима, в дисциплинарной воинской части — за полтора дня, для отбывания наказания в колонии-поселении, ограничения свободы, принудительных работ и ареста — за два дня, для исправительных работ и ограничения по военной службе — один день за три дня. В срок обязательных работ зачёт идёт из расчёта один день содержания под стражей за восемь часов обязательных работ. Если осуждённому, содержавшемуся под стражей до судебного разбирательства, в качестве основного вида наказания назначен штраф, лишение права занимать определённые должности или заниматься опредёленной деятельностью, то суд, учитывая срок содержания под стражей, смягчает назначенное наказание или полностью освобождает его от отбывания этого наказания.